# Az Iszlám Állam daraai offenzívája
Az Iszlám Állam 2017. februári daraai offenzívája egy, az ISIL a vele szövetséges Khalid ibn al-Walid Hadsereg által Szíria délnyugati részén, A Golán-fennsíkon, az Izraellal és Jordániával közös határ közelében indított katonai offenzíva volt.

## Az offenzíva
Az offenzíva előkészítéseként az ISIL helyi szervezeteit pénzért cserébe a harcban álló további három részleg folyamatosan információkkal és lőszerekkel látták el. Az ISIL már visszavonult támogatói, nők és gyermekek is segítettek a fegyverek körbezárt, ISIL kézen lévő területre való átcsempészésében. A résztvevők között voltak 12 évesek is.
2017. február 20-án a Khalid ibn al-Walid Hadsereg kihasználta, hogy Daraa városánál folyik egy offenzíva, mely lekötötte a felkelők figyelmét, így egy olyan nagy értékű harcot indítottak, mely folyamán elfoglalták Tasil városát, négy további települést és egy hegyet. A felkelők csak két várost tudtak visszafoglalni.
Az offenzíva néhány órával éjfél után, február 19-én kezdődött, mikor a Khalid ibn al-Walid Hadsereg meghekkelte az FSA kommunikációs vonalait, az FSA egyik parancsnokát megmérgezték, és bejelentették, hogy a felkelők védvonalait három helyen áttörték, melyek között ott volt Tasil is. Azt mondták, a felkelők csapatai azért vonulnak vissza, mert az ISIL már elfoglalta a falvakat. Ugyanakkor az ISIL felkelői területen lévő szimpatizánsai elfoglalták a falusi mecsetekre szerelt hangosbemondói rendszert, és bejelentették, hogy a terület az ISIL ellenőrzésre alá került. Erre válaszul a lakosság kevesebb mint 10%-át kitevő ISIL-alvósejtek aktivizálták magukat, és hátba támadták a felkelőket, így azt a benyomást keltették, hogy a felkelői védvonalakat már tényleg áttörték. Így a legtöbb felkelői sereg kivonult a területről. Az elfoglalt Tal al-Jamous hegycsúcs az a stratégiai fontosságú képződmény volt, mely kilátást biztosított Tasil városára. A felkelők 15 állomást építettek itt ki, és mindenhol 2-3 katona állt szolgálatban. Az ISIL elfoglalta ezeket az állásokat, és megölte azokat a felkelőket, akik túl lassúak voltak ahhoz, hogy elmeneküljenek.
Február 22-én az ISIL három  további területet is elfoglalt, melyek között volt a Hadsereg egyik korábbi bázisa is. Az offenzíva kezdetétől eddig 132 harcost öltek meg, legtöbbjük támadó volt. A halottak között néhány olyan felkelő is volt, akiket elfogtak, majd később lefejeztek. Három nappal később az ISIL két további falut foglalt el. Ezzel az ISIL majdnem megduplázta a területen az ellenőrzése alatt álló részek méretét.
Február 27-én a felkelők két falut visszafoglaltak, és az elsődleges források szerint Tal Al-Jamou is az ellenőrzésük alá került. Azonban a felkelők támadását az ISIL kezén lévő hegy ellen visszaverték. Ezelőtt az ISIL egy rajtaütéses támadást intézett a felkelők ellen. Ebben 31 harcos meghalt.

## Következmények
Február végén az FSA 16 különböző részéből jövő felkelők megalakították a Nawa Irányító Központot, hogy megállíthassák az ISIL-hez kötődő Jaish Khaleb Ibn al-Walid előretörését.
Március 7-én az ISIL visszaverte a felkelők egy olyan támadását, melyben két falut próbáltak meg visszafoglalni. A jelentősek szerint a felkelők közül 19 harcos meghalt.